# Batraz
Batraz era il leggendario leader e il più grande guerriero della mitologica razza sovrannaturale dei Narti, figure centrali nel
folklore dei sarmati ed in generale dei popoli del Caucaso. Il personaggio di Batraz potrebbe essere connesso con re Artù.

## I Narti
La madre dei Nart era Satanaya, rinomata per la sua saggezza. I principali nemici dei Narti erano i turchi (o terk), ma combatterono anche contro i vaig (una specie di orchi). Tra i Narti eroi molto importanti sono: Soslan, Atsamaz, Hamyts, padre di Batraz, e Uryzmæg, fratello gemello di Hamyts. Si riunivano per banchettare e fare festa in una grande sala chiamata Nykhas.

## La vita di Batraz
Quando la moglie di Hamyts fu costretta a tornare con il suo popolo, comunicò al marito che era incinta ma che non poteva portare con sé il bambino, perciò soffiò tra le spalle di Hamyts, impiantandovi l'embrione. Dall'ascesso che si formò Hamyts, con l'aiuto della sorella, partorì un bambino di acciaio rovente: Batraz.
Batraz, quando nacque, finì in mare ma era talmente caldo che lo fece evaporare generando una nuvola immensa che condensando generò tanta pioggia da far straripare il mare. Crescendo egli divenne fortissimo e noto come l'Eroe d'acciaio.
I sarmati avevano un legame quasi mistico e spirituale con le loro armi, ragion per cui la vita di Batraz ruota attorno alla sua spada magica, da lui estratta in gioventù dalle radici di un albero (cosa che potrebbe essere ricondotta al fatto che i sarmati erano sepolti con le loro spade, conficcate a terra o nella pietra davanti alle loro tombe. Stanco della vita, Batraz decide di morire bruciandosi su una pira; poiché questo non riusciva comunque a toglierlo dal mondo, l'eroe capì che doveva liberarsi della spada, che gioca comunque un ruolo molto importante nella sua morte: ferito a morte dal suo acerrimo nemico Sainag-Alder, secondo la leggenda ordinò a un suo guerriero di gettare l'arma nell'Oceano. L'uomo era però riluttante a eseguire l'ordine non tanto per le qualità soprannaturali della spada, quanto soprattutto per il legame spirituale esistente tra la spada e Batraz. Alla fine, però, gettò l'arma, che venne presa da una dea delle acque.

## Su Batraz e Re Artù
Come si è appena visto molti sono gli elementi simili tra la leggenda arturiana e la storia di Batraz. L'eroe Nart ha una spada magica che alla sua morte, causata da un acerrimo nemico in battaglia, fa rigettare nell'Oceano (forse il Mar Nero). È così anche per Artù, che ferito a morte da Mordred chiede al suo cavaliere Bedivere di gettare la spada magica Excalibur nel lago, dove sarà raccolta dalla Dama del Lago. Anche Bedivere, come il guerriero di Batraz, esiterà molto prima di eseguire l'ordine.
È stato ipotizzato che alla base della figura di Artù ci sia il dux romano Lucio Artorio Casto, che comandò nella Britannia del II secolo d.C. comandò un contingente di cavalleria, che per alcuni sarebbe stata composta da cavalieri pesanti sarmati. Artorio (una possibile forma latina del nome di Artù) e i suoi guerrieri sarmati potrebbero quindi aver contribuito alla formazione delle leggende di Artù e dei cavalieri della Tavola rotonda.